# 테이진

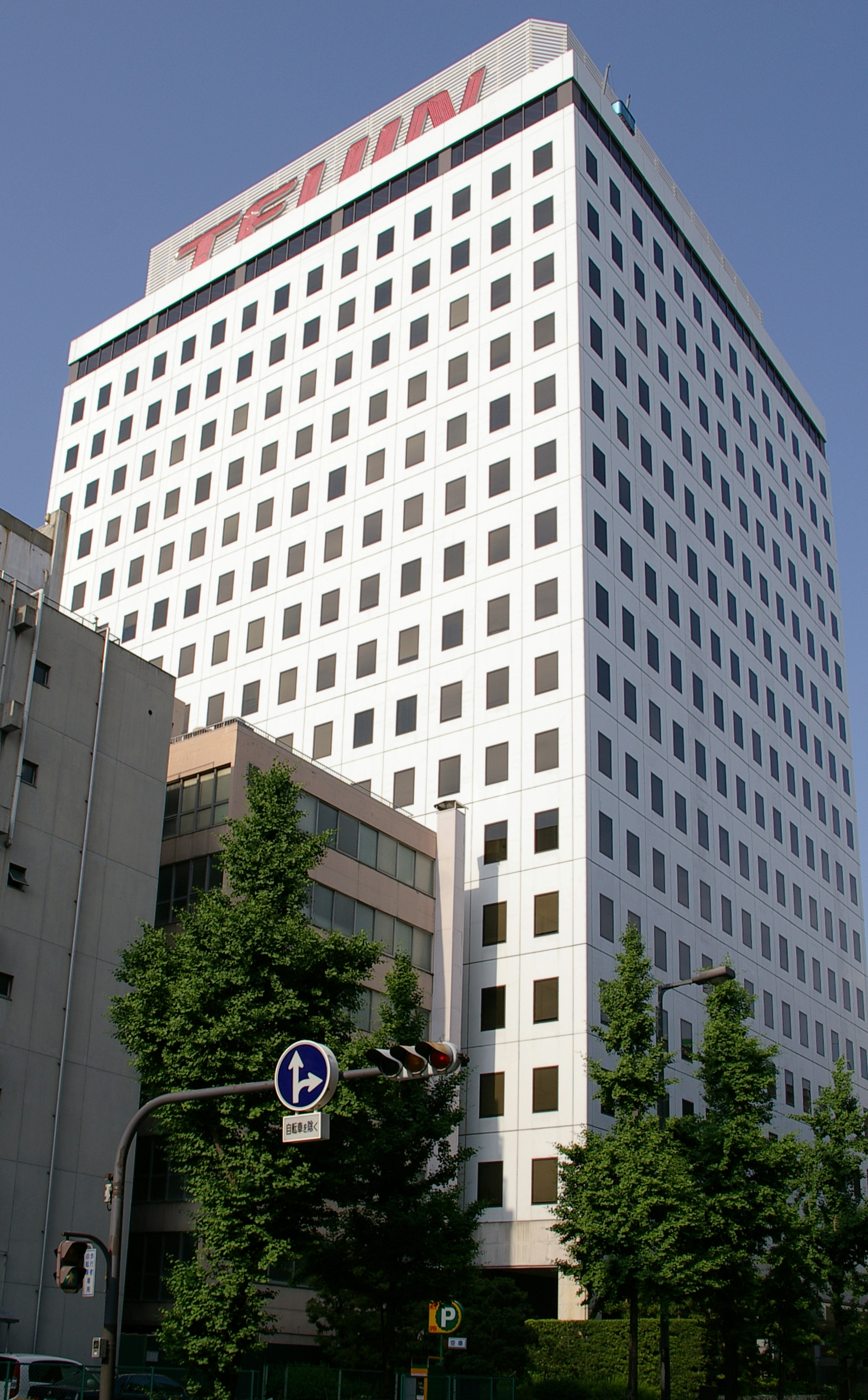
오사카 본사(테이진 빌딩)

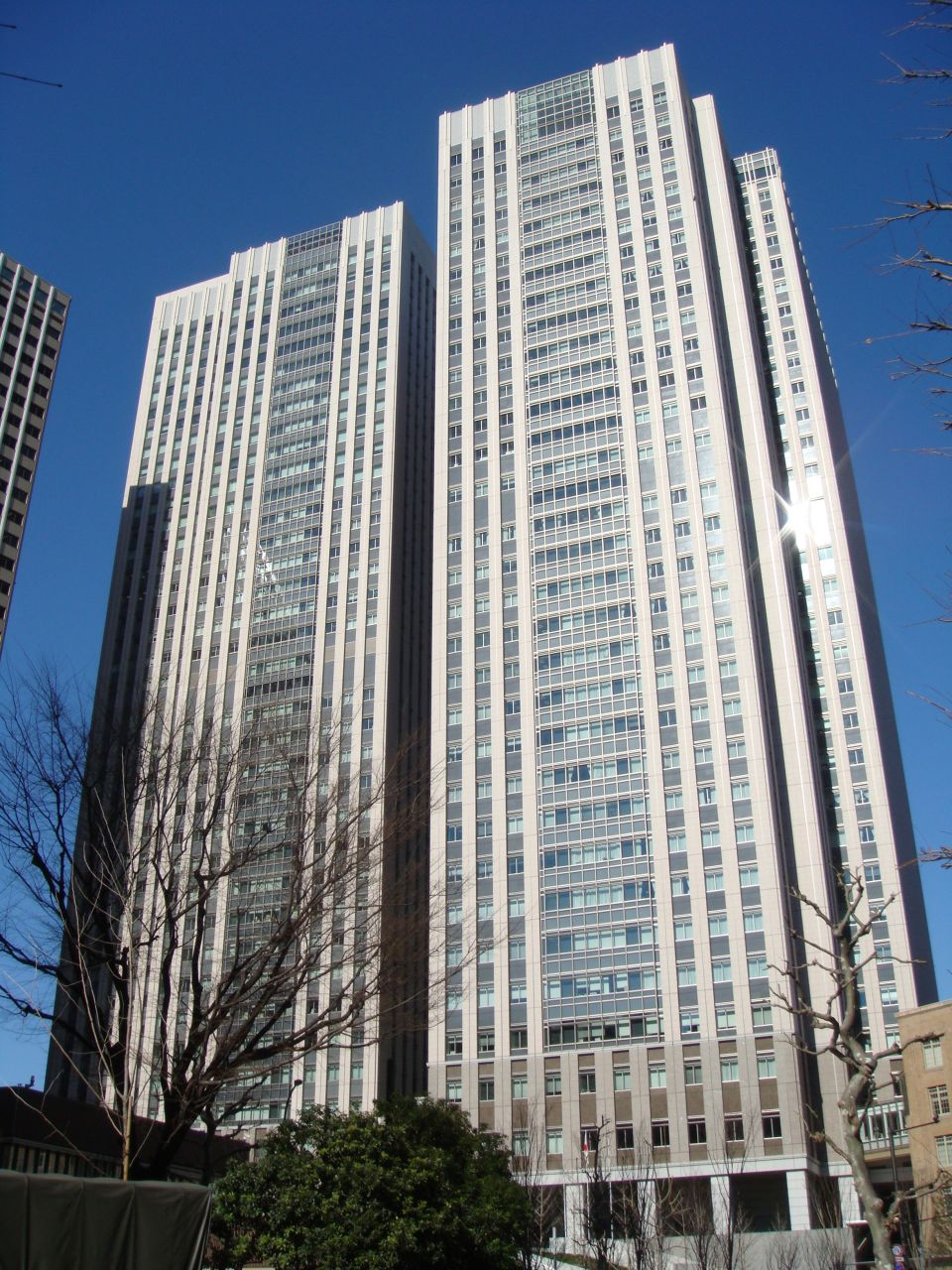
도쿄 본사

테이진 주식회사(일본어: 帝人株式会社, 영어: Teijin Limited)는 오사카부 오사카시 기타구, 도쿄도 지요다구에 본사를 두고 있는 일본의 섬유 회사이다. 테이진 그룹의 핵심 기업이며, 사업지주회사이다.

## 연혁
- 1915년 11월: 하타 이쓰조와 구무라 세이타가 야마가타현 요네자와시에 아즈마 공업(주) 요네자와 인조견사제조소를 설립.
- 1918년 6월 17일: 아즈마 공업으로부터 제국인조견사 주식회사로서 독립.
- 1926년: ‘테이진 타임스’(帝人タイムス) 창간.
- 1933년 10월: 도쿄 증권거래소와 오사카 증권거래소에 주식을 상장
- 1949년: 전쟁으로 인해 휴간됐던 ‘테이진 타임스’가 복간됨.
- 1962년 11월: 상호를 ‘테이진 주식회사’로 변경.
- 2003년 1월: 로고 마크를 기존의 가타카나인 ‘テイジン’에서 영문인 ‘TEIJIN’으로 변경.
- 2003년 4월: 사업 지주회사제로 이행.
- 2013년 4월: 조직 재편, 주요 자회사를 테이진으로 통합.
- 2013년 7월 16일: 오사카 증권거래소 현물 주식 거래 종료에 따른 오사카 증권거래소 상장 폐지(도쿄 증권거래소에 현물 시장 통합)
- 2017년 7월: 본사를 오사카부 오사카시 주오구 미나미혼정 1가 6번 7호(테이진 빌딩)에서 오사카시 기타구 나카노시마 3가 2번 4호 나카노시마 페스티벌 타워로 이전.

## 본사·사업소
- 오사카 본사(등기상에는 본점)
  - 오사카부 오사카시 기타구 나카노시마 3가 2번 4호 나카노시마 페스티벌 타워
- 도쿄 본사
  - 도쿄도 지요다구 가스미가세키 3가 2번 1호 가스미가세키 커먼게이트 서관 내
- 이와쿠니 사업소(야마구치현 이와쿠니시)
- 미하라 사업소(히로시마현 미하라시)
- 마쓰야마 사업소(에히메현 마쓰야마시)
- 도쿠야마 사업소(야마구치현 슈난시)

## 주요 계열사

### 섬유 사업
- 솔로텍스 주식회사(오사카시 기타구)
- 테이진 가공사 주식회사(이시카와현 고마쓰시)
- 테이진 코드레 주식회사(오사카시 주오구)
- 테이진 흥산 주식회사(에히메현 마쓰야마시)
- 테이진 테크로스 주식회사(아이치현 이나자와시)
- 테이진 테디 주식회사(에히메현 마쓰야마시)
- 테이진 모노필라멘트 주식회사(도쿄도 미나토구)
- 듀폰 테이진 어드밴스드페이퍼 주식회사(도쿄도 지요다구)
- 도호 테낙스 주식회사(도쿄도 분쿄구)
- 유니온 타이어 코드 주식회사(오사카시 주오구)

### 유통·소매 사업
- 테이진 프론티어 주식회사(오사카시 주오구)
- 주식회사 테이켄(오사카시 주오구)
- 주식회사 테이진어소시어리테일(도쿄도 주오구) - 테이진 맨스숍을 운영
- 테이진 와오(오사카시 주오구)
- 주식회사 테크세트(도쿄도 주오구)
- 주식회사 포크너(오카야마현 세토우치시)

### 화성품 사업
- 윈텍폴리머 주식회사(도쿄도 미나토구)
- 테이진 듀폰 필름 주식회사(도쿄도 지요다구)
- 테이요 주식회사(히로시마현 구레시)
- 히로시마플라스틱 주식회사(히로시마현 히가시히로시마시)

### 의약·의료
- 테이진 파마 주식회사(도쿄도 지요다구)
- 테이진 재택의료 주식회사(도쿄도 지요다구)
- 슬리프메디칼서비스 주식회사(도쿄도 지요다구)

### IT 관련 사업
- 인포컴 주식회사(도쿄도 시부야구)

### 그 외의 사업
- 테이진 에코사이언스 주식회사(도쿄도 미나토구)
- 테이진 엔지니어링 주식회사(오사카시 주오구)
- 테이진 물류 주식회사(오사카시 주오구)
- 주식회사 테이비(오사카시 주오구)

### 일찍이 존재했던 그룹 기업
- 테이진파이버 주식회사(오사카시 주오구)
- 테이진 테크노프로덕트 주식회사(오사카시 주오구)
- 테이진 화성 주식회사(도쿄도 지요다구)
- 테이진 필름 주식회사(도쿄도 지요다구)
- 테이진 엔텍크 주식회사(오사카시 주오구)
- 테이진 크리에이티브스탭 주식회사(오사카시 주오구)
- 구레흥업 주식회사(야마구치현 이와쿠니시)
- 주식회사 테이진 지적재산센터(도쿄도 지요다구)
- NI테이진 상사 주식회사(오사카시 주오구)
- 테이진 네스텍스 주식회사(이시카와현 노미시) ※1951년 ~ 2010년
- 테이진 아그로케미칼 주식회사(히로시마현 미하라시) ※1972년 ~ 2000년

## 같이 보기
- 폴리카보네이트
- 아라미드